# Xoriço de León
El xoriço de León és un embotit curat i fumat característic de la província de Lleó, a Espanya, molt comú en la gastronomia lleonesa. Pel seu especial procés d'elaboració, fumatge i curació i el caràcter especial imprès pel clima fred de la província, el producte va aconseguir el distintiu de marca de garantia ratificat per la Junta de Castella i Lleó el 2014. El xoriço s'elabora a tota la província, essent Lleó, Molinaseca, Bembibre, Astorga i Soto de la Vega on es concentra el major nombre de productors, a més de diversos municipis de la meitat nord de la província, on es donen les condicions òptimes per a elaborar-lo.

## Elaboració
El xoriço de León s'elabora únicament amb carn fresca de porc blanc, concretament de femelles o mascles castrats. La carn de porc utilitzada procedeix de les parts nobles de la zona anomenada la canal del porc, com són la cansalada, les costelles, la paleta, el pernil i la papada. En moltes matances del porc que es realitzen a la província de Lleó, un dels pernils o les paletes (les potes davanteres del porc) es deixen per a elaborar xoriços, bo i aconseguint amb aquesta carn un sabor més saborós i sucós. Triada la carn, aquesta es tritura per afegir-hi espècies: la sal, l'all pelat i picat, orenga i pebre vermell. El tipus de pebre vermell, dolç o picant dona lloc a les dues varietats de xoriço existents (dolç i picant). Tots els ingredients es barregen bé i la mescla es deixa reposar durant un dia.
Després del dia de repòs, la carn s'emboteix en budell de porc, encara que també pot ser artificial de materials com col·lagen o poliamida. Els dos extrems del xoriço es lliguen perquè quedi en forma de ferradura (corra) i penjar-lo en altura d'un varal perquè es curi a l'aire un mínim de trenta dies. El clima hivernal de la província de Lleó, amb temperatures fredes i gelades, contribueix a la curació dels xoriços. Durant aquest temps els xoriços se sotmeten a un procés de fumat amb llenya de roure o alzina que dona el gust de fum tan característic i intens d'aquest xoriço.
En acabar la curació, el xoriço adopta una forma de ferradura més estreta que en penjar-se fresc. Es consumeix en rodanxes per a menjar directament o en daus per acompanyar plats. També és un ingredient habitual del bullit tradicional lleonès, en aquest cas, els xoriços utilitzats són semicurats.